# Anglos medios

Inglaterra Anglosajona, año 600

Los Anglos Medios fueron un importante grupo étnico o cultural dentro del reino de Mercia durante la época anglosajona.

## Orígenes y territorio
Es probable que anglos irrumpieran en las Midlands ingleses desde Estanglia y The Wash a comienzos del siglo VI. Quienes primero establecieron su control fueron conocidos como Middil Engli (Anglos Medios). Su territorio estaba centrado en el actual Leicestershire y Staffordshire oriental, pero probablemente se extendía hasta las tierras altas de Cambridgeshire y los montes Chilterns. Esto les proporcionaba una posición estratégica tanto dentro del reino de Mercia como del resto de Inglaterra, dominando tanto las rutas terrestres de Watling Calle y Fosse Manera, y la gran ruta fluvial del Río Trent, con sus afluentes, el Tame y el Soar.

## Mercia
Los Anglos Medios se incorporaron a Mercia, aparentemente mucho antes del reinado de Penda (c.626–655), que evidentemente se sentía bastante seguro para localizar su base en su territorio. Situó a su hijo mayor, Peada, a cargo de los Anglos Medios como sub-rey. Bede especifica que los Anglos Medios fueron el objetivo principal de una misión cristiana formada por cuatro hombres y que fue acogida por Peada, que convertido a cristianismo, en parte para poder casarse con Alchflaed, hija de Oswiu de Northumbria.[2] Esta misión llegó en 653 e incluidía a Cedd. La conversión de Peada y la aceptación del bautismo en Northumbria posiblemente indica un sensación de desunión o una personalidad diferenciada dentro de Mercia. Es improbable que Peada iniciara un curso de acción an diferente del de su padre en el centro político y estratégico de Mercia, sin contar con el apoyo local de los Anglos Medios.
Tras la derrota y muerte de Penda (655), y el asesinato del propio Peada (656) a instancias de su esposa Northumbriana , Oswiu fue capaz de dominar Mercia. Nombró a uno de los sacerdotes misioneros, el Irlandés Diuma, obispo de los Anglos Medios y de los Mercianos. Beda remarca mucho el hecho de que una escasez de sacerdotes obligara al nombramiento de un obispo para dos pueblos distintos. Esto parece indicar que los Anglos Medios, aunque formaban la parte central de Mercia, se distinguían claramente de los mercianos propiamente dichos, a los que parece que se les ubicaba al Norte y al Oeste del reino. Diuma aparentemente murió entre los Anglos Medio después de una corta pero exitosa misión. Su sucesor, Ceollach, otro misionero Irlandés, regresó a casa después de un corto período de tiempo, por razones que Beda no especifica. Fue sustituido por Trumhere y Jaruman.
Wulfhere, otro hijo de Penda, continuó basando su dominio sobre Mercia entre los Anglos Medios, estableciendo la corte en Tamworth. En 669, después de la muerte de Jaruman, pidió que el arzobispo de Canterbury enviara un nuevo obispo. Este fue Chad, hermano de Cedd. Según Beda, Chad fue designado obispo de los Mercianos y del pueblo de Lindsey". En este caso no hay duda de que los Anglos Medios quedan incluidos en la categoría de Mercianos. El centro eclesiástico para toda la vasta región se estableció en territorio de los Anglos Medios, ya que Wulfhere donó un terreno en Lichfield, a escasa distancia de Tamworth, para permitir que Chad fundara un monasterio. Parece que las distinciones entre las diferentes etnias de Mercia fueron desapareciendo poco a poco y que fue posible describirlos a toda a la población como Mercianos. Es menos claro si esto refleja con mayor precisión la comprensión de Chad, o de san Beda, a comienzos del siglo VIII.

## Middle Anglia como centro político y eclesiástico
El territorio de Middle Anglia mantuvo su condición de centro político y eclesiástico de la política merciana a lo largo de su existencia, alcanzando su punto culminante durante el reinado de Offa (757-796), que dominó la mayor parte de Inglaterra desde su base en Tamworth. Offa consiguió que Lichfield fuera declarada sede de una archidiócesis en el Consejo de Chelsea en el 787 - un logro que no iba a sobrevivir por mucho tiempo al propio Offa.
La importancia de Lichfield como centro eclesiástico, sin embargo, sobrevivió al eclipse de Mercia como estado en el siglo IX para convertirse en una de las más ricas e influyentes diócesis medievales, constituyendo quizá uno de los más vividos ejemplos de la importancia de los Anglos Medios en la historia de Inglaterra .